# 繁栄稲荷神社 (江東区)
繁栄稲荷神社（はんえいいなりじんじゃ）は東京都江東区の神社。

## 概要
1757年（宝暦7年）に創建された。大丸の創始者の下村彦右衛門正啓の没後9年、第3代の兼保の代に当地に倉庫と別邸を構え、屋敷神として彦右衛門の出身地である京都の伏見稲荷大社から分霊した稲荷神を祀ったのが起源である。
1911年（明治44年）、大丸呉服店東京店の撤退（東京駅八重洲口の大丸東京店は、戦後の再進出）に伴い、初代根津嘉一郎が下村家別荘内の樹木や奇石などとともに引き取り、青山の根津邸に移築して「嘉栄稲荷」として祀った。大丸関係者の記憶からは繁栄稲荷のことは忘れ去られていたが、根津邸跡に開館した根津美術館の敷地内に遷座していたことを1959年になって知る。深川一帯は関東大震災や東京大空襲の被害の大きい地域であったが、青山に移っていたため災いを免れていたのである。1961年（昭和36年）11月1日に「繁栄稲荷神社」と名を戻したうえで旧地近くに再遷座され、1989年（平成元年）には大丸コアビル（現 大丸松坂屋百貨店本社）建設のため隣接地に移された。
2014年4月4日には本殿が江東区指定有形文化財に指定された。

## 交通アクセス
- 木場駅より徒歩1分。